# Punta del Capello
La Punta del Capello és una muntanya de 609 metres que es troba al municipi de Tivenys, a la comarca catalana del Baix Ebre.